# Pomnik Karla Marksa we Frankfurcie nad Odrą
Pomnik Karla Marksa we Frankfurcie nad Odrą (niem. Karl-Marx-Denkmal) – pomnik postawiony 5 maja 1968 roku dla upamiętnienia Karla Marksa w jego 150. rocznicę urodzin.

## Opis
Pomnik ten znajduje się we Frankfurcie nad Odrą przy Karl-Marx-Straße na skraju parku Lennépark.
Na wysokim cokole stoi popiersie Marksa autorstwa Fritza Cremera. Na cokole widnieje napis: "Die Theorie wurde zur materiellen Gewalt" ("Teoria stała się materialną siłą"). 
Pomnik ten został wpisany listę zabytków landu Brandenburgia.